# Aywick

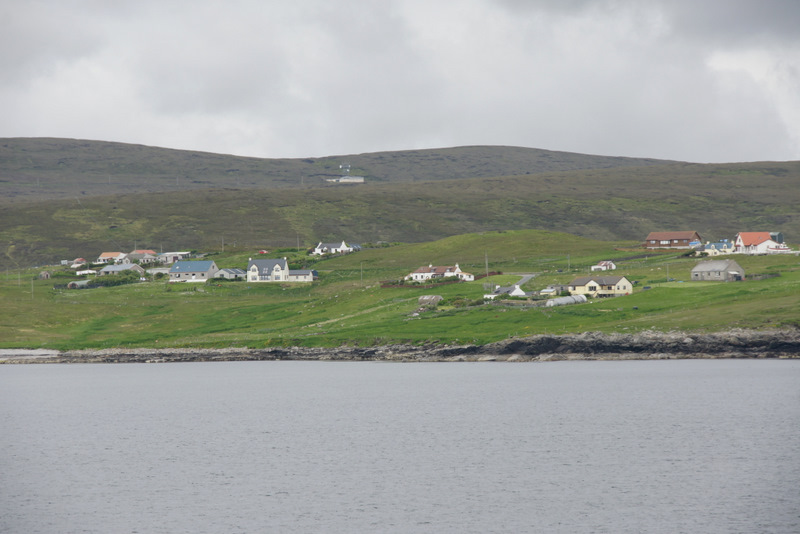
Blick auf den Norden des Ortes

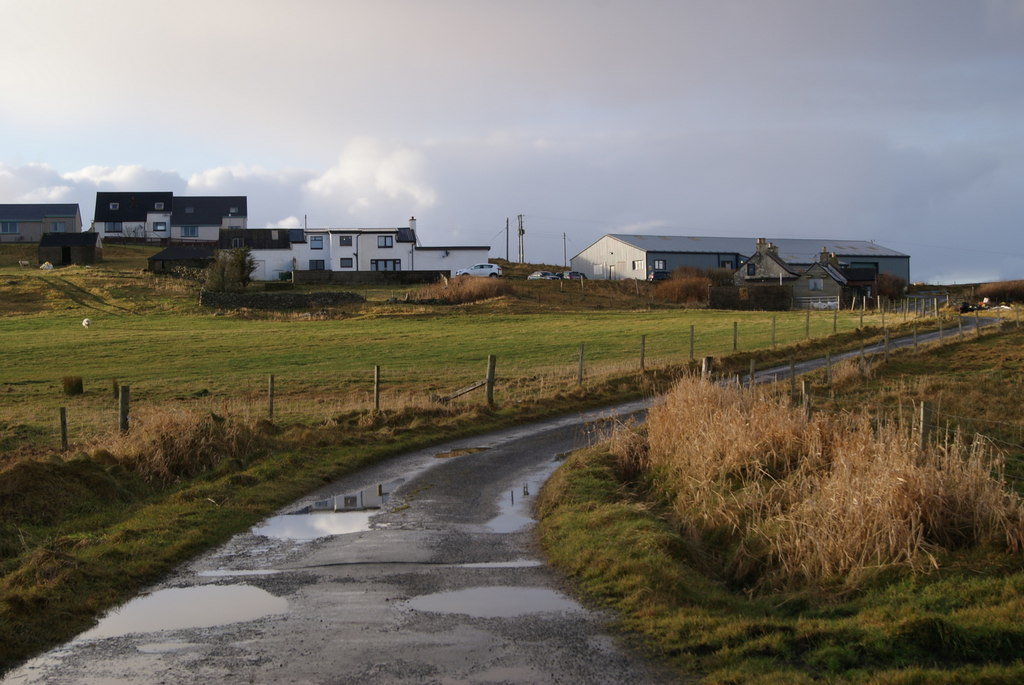
Häuser im Süden von Aywick

Aywick ist eine Ortschaft, die im Norden der zu Schottland zählenden Shetlands liegt.

## Geographie
Der lose strukturierte Ort an der östlichen Küste der Insel Yell gliedert sich in die Teile South Aywick und North Aywick. Nordöstlich des letzteren liegt mit dem Loch of North Aywick ein kleiner See. Ortschaften in der Nähe sind Burravoe im Südwesten und Mid Yell im Norden.

## Historisches
Im Rahmen der historischen Gliederung Schottlands in Civil Parishes zählt Aywick zu Yell. Der Brough of Stoal im Nordosten des Ortes ist 1934 als Scheduled Monument eingestuft worden.